# Ixora akkeringae
Ixora akkeringae là một loài thực vật có hoa trong họ Thiến thảo. Loài này được (Teijsm. & Binn.) Valeton ex Bremek. mô tả khoa học đầu tiên năm 1934.